# عبدالملک حارثی
عبدالملک حارثی (؟ -۸۲۴م) (نسب:ابوالولید عبدالملک بن عبدالرحیم حارثی) شاعر عربی در سدهٔ دوم و اوایل سوم هجری بود که بیشتر در عراق زیست. ابوتمام و ثعالبی از شعرهایش یاد کردند و ستوده‌اند. او را در شعرگویی به مانند دورهٔ پیشین تاریخی ادبیات، اموی و بدوی‌وار، وصف کرده‌اند، حال آنکه در روزگارش ویژگی‌های نوگرایانه جریان یافت. شعرش را مشابه این دسته ندانسته‌اند و به بدویان تشبیه کرده‌اند. در حماسه، غزل و رثا سرود. همچنین رثایی از او برای برادرش در قصیده‌ای صد بیتی به جای مانده است.